# ديميتريوس كاتياكوس
ديميتريوس كاتياكوس مواليد 10 مارس 1987 في خولارغوس، هو لاعب كرة سلة يوناني. بدأ مسيرته الاحترافية في سنة 2003. يلعب مع بيريستيري كلاعب وسط. يحمل الرقم 12. يبلغ طوله 6 قدم 8.75 بوصة (2.1 م). لعب مع نادي بانيونيس لكرة السلة ونادي أركاديكوس لكرة السلة.

## روابط خارجية
- ديميتريوس كاتياكوس على موقع كرة السلة الأوروبية.كوم (الإنجليزية)
- ديميتريوس كاتياكوس على موقع ريلجم (الإنجليزية)
- ديميتريوس كاتياكوس على موقع بروبوليرز (الإنجليزية)